# Den Store Danske Encyklopædi
Den Store Danske Encyklopædi – duńska encyklopedia, składająca się z 23 tomów. Składa się z 20 wydanych w latach 1994–2001 tomów i 3 tomów indeksu haseł. Liczba haseł wynosi 115 tys. Przygotowana została przez 4 tys. specjalistów z różnych dziedzin. Wydawcą jest  Danmarks Nationalleksikon A/S. W 2004 roku ukazała się wersja elektroniczna na CD. Od 2009 roku jest dostępna online. Można używać jej dla celów niekomercyjnych. Obecnie także czytelnicy mogą dodawać nowe hasła. Liczba haseł w wersji elektronicznej wynosi obecnie 170 tys. Do jej ukazania się największą duńską encyklopedią był Salmonsens Konversationsleksikon